# Ekon I
Ekon (aussi Ekong) est une localité du Cameroun, située dans l'arrondissement de Mundemba, le département du Ndian et la Région du Sud-Ouest.

## Population
Lors du recensement national de 2005, Ekon comptait 334 habitants.